# Ministerio de Gobierno y Reforma del Estado (Santa Fe)
El Ministerio de Gobierno y Reforma del Estado de Santa Fe entiende en todo lo inherente al gobierno interno, a la relación con el Poder Legislativo; a la planificación y coordinación de las políticas y acciones del Gobierno de la Provincia y aquellas que impliquen la reforma del Estado y en la elaboración de políticas para el fortalecimiento del Régimen Municipal que aseguren su autonomía.
En particular entiende en la atención del despacho del Gobernador y en la coordinación y superintendencia administrativa entre los diferentes ministerios y secretarías; en la organización y dirección del Registro de Leyes; en la formulación y desarrollo de políticas informáticas y en la definición y gestión de los estándares tecnológicos, procesos y procedimientos aplicables a la mejora de la gestión y al incorporación de las nuevas tecnologías de la información y de las Comunicaciones (TICs); entre otras.
- Datos: Q6017330